# 1922-es magyar vívóbajnokság
Az 1922-es magyar vívóbajnokság a tizennyolcadik magyar bajnokság volt. A bajnokságot április 22. és 23. között (tőr), illetve május 5. és 7. között (kard) rendezték meg Budapesten, a Tiszti Kaszinó dísztermében.

## Eredmények
| Versenyszám     | Arany                    | Arany | Ezüst                    | Ezüst | Bronz              | Bronz |
| --------------- | ------------------------ | ----- | ------------------------ | ----- | ------------------ | ----- |
| Férfi tőrvívás  | Schenker Zoltán MOVE BSE |       | Filótás Ferenc MAC       |       | dr. Tóth Péter MAC |       |
| Férfi kardvívás | dr. Pósta Sándor MAFC    |       | Schenker Zoltán MOVE BSE |       | Rády József MAC    |       |